# Fernando Paulsen
Fernando José Paulsen Silva (Santiago, 11 de marzo de 1956) es un periodista, presentador de televisión, locutor y columnista chileno.

## Biografía
Nació el 11 de marzo de 1956 en Santiago, hijo de Marcial Fernando Paulsen Espejo-Pando y de Carmen Cecilia Silva Silva, oriunda de Valparaíso. En 1969, cuando Fernando tenía 13 años, su madre casó con Francisco del Carmen Sepúlveda Morales, mientras que en 1971 su padre contrajo matrimonio con Emma Ximena Lynch Passi. Producto de este último lazo nació su hermana, la actriz Carolina Paulsen.
Estudió en el Colegio San Ignacio, plantel del que egresó en 1973, e ingresó a estudiar periodismo en la Pontificia Universidad Católica de Chile (PUC). Luego se trasladó a los Estados Unidos, donde obtuvo un Bachelor of Arts en la Universidad del Norte de Texas (1979) y un inconcluso Master of Arts en periodismo por la Universidad de Texas en Austin. En 2008 cursó un máster en Administración Pública en la Universidad de Harvard.
Durante su juventud fue seleccionado de rugby de la Selección de rugby de Chile y de la Universidad Católica. También integró el equipo de los Austin Blacks mientras cursaba su posgrado en la ciudad homónima.
En la madrugada del 29 de julio de 1981 Paulsen fue uno de los autores del robo de la silla de playa hecha en metal que formaba parte de la obra Apuntes de Humberto Nilo, la cual había sido instalada en el frontis del Museo Nacional de Bellas Artes y que había generado controversia en los días anteriores. Paulsen se encontraba celebrando la despedida de soltero de un amigo junto a otros rugbistas, y esa misma noche abandonaron la obra en la ribera del río Mapocho a la altura del puente Lo Saldes junto a una nota en la que se autodenominaban como «Comando Vengadores del Arte»; posteriormente reconocería que se trató de una humorada.
Paulsen contrajo matrimonio civil el 22 de enero de 1996 en Lo Barnechea con Paula Valdés Larraín, con quien tiene tres hijos.

## Carrera profesional

### Prensa escrita
De vuelta en Chile tras realizar estudios en Estados Unidos, se incorporó a la revista Análisis (1981-1990) y en su noticiero Teleanálisis, ambos medios opositores a la dictadura militar, llegando al cargo de subdirector del primero y de director del segundo. Además fue corresponsal en Chile de Time y The Wall Street Journal (1982-1992).
Entre enero de 1997 y abril de 1999 fue director de los diarios La Tercera y La Hora, ambos del Consorcio Periodístico de Chile (Copesa). En 1998 fue detenido y procesado en el anexo Cárcel Capuchinos, por supuesta infracción a la Ley de Seguridad Interior del Estado e injurias contra el expresidente de la Corte Suprema, Servando Jordán, quien interpuso el requerimiento. Finalmente, Paulsen fue absuelto.

### Televisión y radio
Durante la dictadura, además de su trabajo en Teleanálisis –noticiero distribuido por cassette de video, ya que no podía ser emitido por televisión abierta–, Paulsen trabajó como encargado de la sección de noticias de la franja electoral del «No» en el plebiscito de 1988, que era presentada por Patricio Bañados.
Paulsen inicia su etapa en la televisión abierta en 1991, cuando llega al entonces recientemente creado canal La Red, donde fue asesor y editor periodístico del programa Enrédese con Raúl Alcaíno (1991-1992), productor del programa Punto Clave con Roberto Pulido y Ascanio Cavallo (1992-1993), Productor Ejecutivo de Prensa (1993-1996), conductor de los noticieros Punto Central (1994-1996) y Punto de Cierre (1995-1996) y director de Prensa (1995-1996). En 1995 participó junto a Nicolás Vergara en el segmento ¿Qué y Para Qué? en el noticiero El Observador conducido por el periodista Ricarte Soto y el abogado Javier Díaz Velásquez en Radio Monumental AM 600. En mayo de 1996 Paulsen se fue a Televisión Nacional de Chile, donde creó el noticiero nocturno Medianoche y asumió como productor ejecutivo y conductor de ese programa informativo.
El 23 de abril de 1999 Paulsen se integró a Canal 13, donde condujo programas como El Triciclo (1999-2001), Un día (2000-2001), ClubEmpresa en Teleduc (2000-2001) y El puente (2001-2002) y el análisis de los partidos del Mundial de Fútbol Corea-Japón 2002 junto a Mario Mauriziano y Eduardo Bonvallet. Paralelamente, condujo el programa Mañana será otro día (2001-2002), junto a Rafael Cavada y Matías del Río en Radio Concierto, siendo reemplazado por Polo Ramírez en octubre de 2002.
En junio de 2002 Paulsen fue contratado en Chilevisión por su amigo Jaime de Aguirre, recientemente asumido como director ejecutivo del canal, donde condujo el programa nocturno de noticias Última Mirada, desde el lunes 7 de octubre de ese año, y en marzo de 2003 se integró como panelista del programa Tolerancia Cero. Paralelamente, el 7 de octubre de 2002 se integró a Radio Futuro como conductor del programa Palabras sacan palabras, junto a Carolina Urrejola (2002-2003), Macarena Pizarro (2003-2004) y Claudia Álamo (2006-2008).
Paulsen dejó Chilevisión entre junio de 2007 y agosto de 2008, para estudiar en la Universidad de Harvard, periodo en que siguió conduciendo su programa radial Palabras sacan palabras desde Estados Unidos. A su regreso a Chile retomó su rol de panelista en Tolerancia Cero. En octubre de 2008 dejó Radio Futuro para integrarse a la nueva emisora ADN Radio Chile, donde condujo el programa La prueba de ADN, y posteriormente Mediodía en ADN.
Renunció a ADN Radio en noviembre de 2014 —decisión que replicó su colega Beatriz Sánchez y otros profesionales— tras el despido de un dirigente sindical por la gerencia del consorcio Iberoamericana Radio Chile, y el 26 de mayo de 2015 dejó Chilevisión, tras la salida de Jaime de Aguirre como director ejecutivo. Regresó a ADN en marzo de 2016, para conducir La prueba de ADN junto a Andrea Aristegui, sin embargo, el 2 de junio de ese mismo año volvió a dejar la radio por su vínculo laboral con el abogado de la presidenta Michelle Bachelet en la querella contra periodistas de Qué pasa relativa al caso Caval.
En marzo de 2017 regresó a Chilevisión para conducir nuevamente —tras una década— el noticiero nocturno Última mirada, y formar parte del programa de debate Tolerancia cero, que tuvo un reestreno el 21 de mayo de ese año, siendo ambos transmitidos en simultáneo por CNN Chile. En 2018, Última mirada y Tolerancia cero dejaron de ser emitidos por Chilevisión, por lo que Paulsen quedó como rostro de CNN Chile. Asimismo, en marzo de 2017 se integró a Radio La Clave, en donde se mantuvo hasta julio de 2022.
En 2024 se incorporó a CNN Chile Radio como voztro junto a la periodista Carolina Urrejola.

### Académico
Fue profesor de Comunicaciones en la Escuela de Periodismo de la Universidad Adolfo Ibáñez (2005-2010) y actualmente imparte la cátedra de Comunicación en la Facultad de Economía y Negocios de la Universidad de Chile.

## Reconocimientos
- Premio Embotelladora Andina (2012)[28]